# Aladdin (colonna sonora)
Aladdin: Original Motion Picture Soundtrack, in italiano Aladdin (colonna sonora originale), è la colonna sonora del film della Walt Disney Pictures Aladdin distribuita in America su audiocassette e CD nel novembre 1992.
Una versione rimasterizzata con alcune frasi modificate è uscita nel 2001. Un'edizione speciale comprendente due demo già mostrate in precedenza e nuovi lavori di produzione uscì nel 2004.
La colonna sonora fece vincere al suo compositore Alan Menken un Academy Award e un Golden Globe per la migliore colonna sonora originale e lo fece candidare al BAFTA alla migliore colonna sonora. Menken condivise l'Academy Award, il Golden Globe e il Grammy Award alla canzone dell'anno con Tim Rice per la canzone Il mondo è mio, della quale era stato l'autore dei testi.

## Tracce
Testi di Tim Rice e Howard Ashman, musiche di Alan Menken.
1. Notti d'Oriente (Arabian Nights) – 1:23 (testo: Howard Ashman – musica: Alan Menken) – interpretata da Ermavilo (accreditato come Daniele Viri)
2. La leggenda della lampada (Legend of the Lamp) – 1:21 (musica: Alan Menken)
3. La mia vera storia (One Jump Ahead) – 2:24 (testo: Tim Rice – musica: Alan Menken) – interpretata da Vincent Thoma
4. Ragazzi di strada (Street Urchins) – 1:52 (musica: Alan Menken)
5. La mia vera storia (reprise) (One Jump Ahead (Reprise)) – 1:01 (testo: Tim Rice – musica: Alan Menken) – interpretata da Vincent Thoma
6. Un amico come me (Friend like Me) – 2:28 (testo: Howard Ashman – musica: Alan Menken) – interpretata da Gigi Proietti
7. Essere liberi (To Be Free) – 1:40 (musica: Alan Menken)
8. Il principe Ali (Prince Ali) – 2:52 (testo: Howard Ashman – musica: Alan Menken) – interpretata da Gigi Proietti
9. Il mondo è mio (A Whole New World) – 2:41 (testo: Tim Rice – musica: Alan Menken) – interpretata da Vincent Thoma & Simona Pirone
10. Il momento di Jafar (Jafar's Hour) – 2:39 (musica: Alan Menken)
11. Il principe Ali (reprise) (Prince Ali (reprise)) – 1:11 (testo: Howard Ashman – musica: Alan Menken) – interpretata da Massimo Corvo
12. Ai confini del mondo (The Ends of the Earth) – 1:37 (musica: Alan Menken)
13. Il bacio (The Kiss) – 1:52 (musica: Alan Menken)
14. In una notte buia (On a Dark Night) – 2:55 (musica: Alan Menken)
15. La fuga di Jasmine (Jasmine Runs Away) – 0:47 (musica: Alan Menken)
16. Al mercato (Marketplace) – 2:39 (musica: Alan Menken)
17. La caverna delle meraviglie (The Cave of Wonders) – 4:58 (musica: Alan Menken)
18. La promessa di Aladdin (Aladdin's Word) – 1:52 (musica: Alan Menken) – le prime battute citano Una Stella Cade
19. La battaglia (The Battle) – 3:39 (musica: Alan Menken)
20. Lieto fine ad Agrabah (Happy End in Agrabah) – 4:13 (musica: Alan Menken)

Durata totale: 46:04

## Canzoni

### Notti d'Oriente
"Notti d'Oriente" ("Arabian Nights") è interpretata dal venditore ambulante e la sentiamo durante i titoli di testa. In principio doveva essere più lunga di quella usata in definitiva. Nella colonna sonora composta nel 1990 erano infatti previsti molti reprise in quanto il venditore ambulante avrebbe dovuto commentare lo sviluppo della storia durante il film.
I versi originali "E ti trovi in galera anche senza un perché/che barbarie, ma è la mia tribù" venne molto criticata dall'American-Arab Anti-Discrimination Committee (ADC) e altri gruppi quando il film e la colonna sonora vennero distribuiti. A seguito di queste critiche è stata apportata la sostituzione "C'è un deserto immenso e un calore intenso/Non è facile, ma io ci vivo laggiù" sia nelle nuove copie della colonna sonora sia nelle nuove copie del film.
Una versione alternativa che utilizza parole presenti nella versione demo fu utilizzata in Il ritorno di Jafar, cantata nella versione originale da Brian Hannan. Questa versione è stata utilizzata anche come tema principale nella serie animata.
Nel film Aladdin e il re dei ladri è presente una ripresa della canzone originariamente concepita per il primo film in un finale alternativo.

### La mia vera storia
"La mia vera storia" viene cantata da Aladdin mentre è inseguito dalle guardie per aver rubato di un pezzo di pane e spiega il tipo di vita che conduce, che non ha scelta se non rubare. Ha sostituito "You Can Count On Me", canzone concepita come introduzione di Aladdin ma considerata troppo angusta.
L'ispirazione per Tim Rice e Alan Menken nello scrivere la canzone è stata un'altra canzone precedentemente tagliata, "Babkak, Omar, Aladdin, Kassim", che avrebbe presentato Aladdin e tre suoi amici poi rimossi dalla pellicola. Durante la stesura gli autori hanno cercato di usare i toni tipici di una ballata popolare, usati nella scena successi durante la ripresa della canzone.  Questa ripresa del tema, intitolata "La mia vera storia (reprise)", è anche udibile durante il film come tema d'accompagnamento di Aladdin.

### Un amico come me
"Un amico come me" è cantata dal Genio (Robin Williams),in uno stile musicale che ricorda Cab Calloway, mentre dà una dimostrazione dei suoi poteri ad Aladdin spiegandogli che non è un amico come tutti gli altri. È stata la prima scena di Aladdin ad essere completamente animata e per questo presenta qualche differenza nel design dei personaggi rispetto al resto della pellicola. Questa canzone è stata nominata all'Oscar alla migliore canzone e rappresenta l'ultima nomination ricevuta da Howard Ashman.
All'inizio dei titoli di coda è ascoltabile una breve ripresa strumentale del pezzo.

### Il principe Ali
"Il principe Ali" è un altro spumeggiante numero musicale del Genio (Robin Williams) e intruduce agli abitanti di Agrabah l'alter ego di Aladdin, Il principe Ali Ababwa. Durante il pezzo il Genio imita un commentatrice della parata del Ringraziamento ("Don't they look lovely, June?") e Ethel Merman. La versione presente nel film è priva di un intro inizialmente previsto e di due versi a metà brano.

### Il principe Ali (reprise)
È una parodia di "Il principe Ali" cantata da Jafar (Massimo Corvo) mentre usa i suoi poteri per rivelare che Ali è solamente uno straccione e lo spedisce ai confini del mondo. I produttori amavano il modo di cantare del doppiatore originale, Jonathan Freeman, e volevano dare a Jafar una propria canzone ma hanno scartato sia la composizione originale di Menken e Ashman ("Humiliate the Boy") sia il nuovo pezzo di Tim Rice ("Why Me") in quanto eccessivamente lunghi. Al loro posto hanno preferito utilizzare una breve ripresa de "Il principe Ali".

## Canzoni tagliate
Howard Ashman e Alan Menken composero moltissime canzoni per il progetto Aladdin ancor prima di mettersi al lavoro su La bella e la bestia. Questa versione della storia incorporava moltissime elementi della favola originale e altri personaggi poi eliminati durante lo sviluppo del progetto. Tre canzoni di questa bozza di colonna sonora - "Notti d'Oriente", "Un amico come me" e "Il principe Ali" - sono rimaste anche nel film finale.
Menken scrisse delle canzoni addizionali per delle sottosequenze della storia in seguito alla morte di Ashman nel 1991 e prima che Tim Rice venisse coinvolto nel progetto.
Lavori di produzione, demo e prime registrazioni delle canzoni eliminate sono state distribuite in diversi formati, in particolare nel 1994 in The Music Behind the Magic, nell'edizione speciale del 2004 della colonna sonora e nell'edizione DVD dello stesso anno.
Composizione originale del 1990 - musiche d Alan Menken, testi di Howard Ashman. I titoli vengono lasciati in lingua inglese anche per i pezzi usati nella versione definitiva del 1992 (vedere elenco nel paragrafo precedente)
- Arabian Nights
- Arabian Nights (Reprise numero 1)
- Babkak, Omar, Aladdin, Kassim
- Arabian Nights (Reprise numero 2)
- Friend like Me
- Proud of Your Boy - Una versione demo eseguita da Menken è stata inserita nell'edizione speciale della colonna sonora del 2004. Una versione pop cantata da Clay Aiken è stata inclusa nell'edizione DVD del film.[9]
- How Quick They Forget
- Arabian Nights (Reprise numero 3)
- High Adventure - Versione demo eseguita da Menken e Ashman presente nella colonna sonora del 2004.
- Arabian Nights (Reprise numero 4)

Demo addizionali di Menken/Ashman
- Call Me a Princess - Una cover è stata registrata da Kerry Butler e pubblicata nel suo primo album, Faith, Trust & Pixie Dust, nel maggio 2008.
- Humiliate the Boy

Demo del soloMenken
- Count On Me

Demo di Menken/Tim Rice.
- My Time Has Come
- Why Me

## La colonna sonora
La colonna sonora di Aladdin segue lo stile utilizzato dall'autore nei suoi precedenti lavori, La sirenetta e La bella e la bestia, con specifiche battute e motivi derivanti dalle melodie delle canzoni.
- Il tema di Aladdin richiama il tema di "La mia vera storia." Appare nei pezzi "Ragazzi di strada," "Essere liberi " e "La promessa di Aladdin."
- Il tema di Jasmine è leggero ma con tratti tristi a causa del suo sentirsi in trappola. È introdotto nella sua prima scena a palazzo.
- Per il Sultano è stato scelto un tema da fanfara, anche se poteva sembrare fuoriluogo, perché il sultano è un re un po' diverso dal classico sovrano in quanto molto giocherellone.
- Il tema di Jafar è cupo come lui ed è una versione strumentale di "Notti d'Oriente"
- Il tema del Genio "Essere liberi."  È particolarmente dolce nonostante sia associato ad un personaggio comico, questo per mostrare quanto egli sia buono e desideri la libertà, come Jasmine. Nonostante si legato al Genio il pezzo è stato legato a quello di Jasmine e riscritto per Disney's Aladdin: A Musical Spectacular sempre come "To Be Free," canzone di Jasmine stavolta.

Quando Aladdin e Jasmine sono assieme vengono accompagnati dalle note di "Il mondo è mio".

## Pezzi non distribuiti
Il seguente elenco mostra quali brani sono presenti nel film ma non sono stati distribuiti in alcun formato nel corso degli anni. Non essendoci stata distribuzione vengono riportati con il titolo originale.
1. “Arabian Nights” (strumentale) [1:20]
2. Legend of the Lamp (senza narrazione) [1:17]
3. Jafar Plots [0:31]
4. Aladdin on the Run [0:31]
5. “One Jump Ahead” (strumentale) [2:22]
6. “One Jump Ahead Reprise” (strumentale) [1:01]
7. Princess Jasmine / The Sultan Gives Away His Ring [3:22]
8. Diamond in the Rough/Aladdin and Jasmine/The Guards Arrive [3:55]
9. Jasmine Confronts Jafar / Aladdin Imprisoned / Jafar in Disguise [2:37]
10. The Cave of Wonders (Versione completa) (Circa 1 minuti e 28 secondi non sono presenti nella versione CD) [6:23]
11. Jasmine Upset / Aladdin Unconscious / The Genie [1:27]
12. “Friend like Me” (strumentale) [2:25]
13. Wishing Guidelines / Leaving the Cave of Wonders / The Sultan Upbraids Jafar / Iago's Idea [2:55]
14. Three Wishes [0:10]
15. Aladdin's First Wish / Creating Prince Ali [2:02]
16. Jafar's Solution to the Problem [1:00]
17. “Prince Ali” (strumentale) [2:49]
18. The Sultan's Magic Carpet Ride [0:55]
19. On the Balcony [4:05]
20. “A Whole New World” (Versione completa) [2:45] (La versione del film contiene circa 15 secondi strumentali prima dell'inizio della canzone)
21. “A Whole New World” (strumentale) [2:45]
22. Aladdin Almost Drowns [1:58]
23. Aladdin Returns / Jafar Disappears [1:21]
24. Jasmine Chooses a Suitor / Jafar Knows Aladdin's Secret / Aladdin's Dilemma [1:05]
25. Iago Gets the Lamp [0:37]
26. “Prince Ali Reprise” (strumentale) [1:05]
27. Jafar as Sultan / Aladdin Returns... Again [2:18]
28. Happy End In Agrabah (Senza i cori finali) [4:11]
29. "Friend like Me" Reprise (Presente all'inizio dei titoli di coda) [0:40]

Durata totale dei pezzi non distribuiti senza quelli puramente strumentali:  34 minuti e 29 secondi
Durata totale dei pezzi non distribuiti inclusi quelli puramente strumentali:  48 minuti e 51 secondi

## Premi
Premi Oscar 1993
- Vinto: Oscar alla migliore colonna sonora – Alan Menken
- Vinto: Oscar alla migliore canzone – Alan Menken (musica) & Tim Rice (testi) per "Il mondo è mio"
- Nominato: Oscar alla migliore canzone – Alan Menken (musica) & Howard Ashman (testi) per "Un amico come me"

Grammy Awards 1994
- Vinto: Grammy Award alla canzone dell'anno – Alan Menken & Tim Rice per "Il mondo è mio"
- Vinto: Best Pop Performance by a Duo or Group with Vocal – Peabo Bryson & Regina Belle per "Il mondo è mio"
- Vinto: Grammy Award alla miglior canzone scritta per un film, televisione o altri media audio-visivi - Alan Menken & Tim Rice per "Il mondo è mio"
- Vinto: Best Instrumental Composition Written for a Motion Picture or for Television - Alan Menken
- Nominated: Grammy Award alla miglior canzone scritta per un film, televisione o altri media audio-visivi - Alan Menken & Howard Ashman per "Un amico come me"